# Johann Hüsgen
Johann Hüsgen (* 5. September 1769 in Giesenkirchen; † 23. April 1841 in Köln) war von 1825 bis 1841 Generalvikar des Erzbischofs von Köln.
Hüsgen studierte von 1787 bis 1790 an der Universität Bonn und promovierte zum Dr. theol. et phil. 1792 wurde er zum Priester geweiht und war zunächst Schulvikar in Giesenkirchen und ab 1798 Pfarrer in Oberdollendorf. Später als Pfarrer nach Himmelgeist und dann Richterich versetzt, war er seit 1816 Schulrat in Aachen.
Der Kölner Erzbischof Ferdinand August von Spiegel berief Hüsgen 1825 als Domdechanten in das neue Kölner Domkapitel und ernannte ihn zu seinem Generalvikar. Nach dem Tod des Erzbischofs (1835) vom Domkapitel zum Kapitularvikar und damit Verweser der Erzdiözese gewählt, setzte ihn der neue Erzbischof Clemens August Droste zu Vischering wieder in das Amt des Generalvikaren ein, welches er nun bis zu seinem Tode ausübte.
Sein Grab befindet sich in der Gruft des Kölner Domkapitel auf dem Melatenfriedhof.